# جيف كونور
جيف كونور (بالإنجليزية: Geoff Connor)‏ هو محامي أمريكي، ولد في 23 يوليو 1963 في وينترز في الولايات المتحدة.